# Крістіан Донгаузер
Ганс Крістіан Фрідріх Донгаузер (нім. Hans Christian Friedrich Donhauser; 9 вересня 1894, Гамбург-Гарбург — 13 січня 1919, Кобленц) — німецький льотчик-ас, лейтенант рейхсверу.

## Біографія

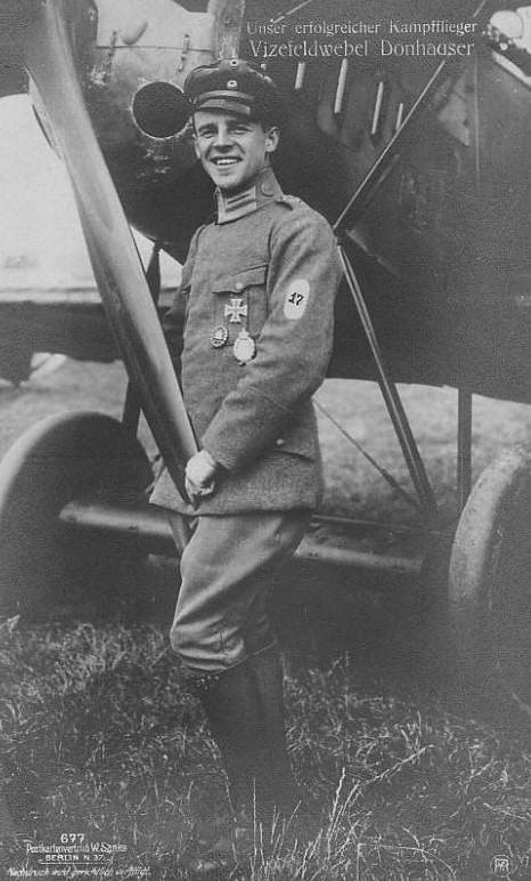

Учасник Першої світової війни. Літав пілотом на двомісних розвідниках у складі 10-го (за іншими даними — також 221-го) льотного дивізіону, займаючись розвідкою та артилерійським коригуванням. Під час цих польотів із спостерігачем лейтенантом Гемплером зумів збити ворожий літак. При масі тіла 42.6 кілограма Донгаузер був найменшим льотчиком німецьких ВПС.
Після рапорту про переведення в винищувачі закінчив льотну школу 1-ї винищувальної ескадрильї у липні 1918 року у званні фельдфебеля почав літати у складі 17-ї винищувальної ескадрильї, де залишався до кінця бойових дій.  Був поранений. Всього за час бойових дій здобув 19 перемог.
Загинув в авіакатастрофі. Похований на цвинтарі Neuer Friedhof у Гамбурзі-Гарбурзі.

## Нагороди
- Залізний хрест
  - 2-го класу
  - 1-го класу (13 червня 1918)
- Нагрудний знак військового пілота (Пруссія)
- Нагрудний знак «За поранення» в сріблі
- Золотий хрест «За військові заслуги» (9 жовтня 1918)